# Lot Jones
Billy „Lot” Jones (ur. kwiecień 1882, zm. 1941) – walijski piłkarz, który występował na pozycji napastnika.
Karierę rozpoczął w Ruabon Druids, skąd w styczniu 1903 przeszedł do Manchesteru City. Po zakończeniu sezonu 1905/1906 i skandalu, w wyniku którego zawieszono 17 piłkarzy, Lot Jones był jednym z jedenastu, którzy pozostali w klubie. W 1908 miał miejsce jego mecz benefisowy, w którym przeciwnikiem był zespół Middlesbrough.
Po zakończeniu I wojny światowej, w sierpniu 1919 przeszedł do Southend United. Grał jeszcze w Aberdare Athletic, Wrexham, Oswestry Town i Chirk, gdzie pełnił funkcję grającego menadżera.